# 横道萬里雄
横道 萬里雄（横道 万里雄、よこみち まりお、1916年10月12日 - 2012年6月20日）は、日本の能楽研究者、能作者、能演出家。東京芸術大学名誉教授。東京文化財研究所名誉研究員、文化功労者。
東京国立文化財研究所芸能部部長、東京芸術大学音楽学部教授、沖縄県立芸術大学附属研究所教授、沖縄県立芸術大学附属研究所所長などを歴任した。

## 来歴

### 生い立ち
東京府生まれ。暁星小学校・同中学校時代の同級生に柴田南雄がいる。東京高等学校を経て東京帝国大学理学部動物学科卒業後、1941年東京帝国大学文学部国文科卒業。

### 能楽研究者として
1953年東京文化財研究所芸能部文部技官となり、音楽舞踊研究室長、芸能部長。1964年表章との共編『謡曲集』により芸術選奨文部大臣賞受賞。1976年国立能楽堂設立準備専門調査会委員。
1976年から1984年まで東京芸術大学音楽学部楽理科教授。1984年沖縄県立芸術大学附属研究所教授、所長を務める。1983年紫綬褒章受章。1987年『能楽の研究』で日本演劇学会河竹賞受賞、1998年伝統文化ポーラ賞特別賞、2003年仏教伝道文化賞、2006年田辺尚雄賞、2007年エクソンモービル音楽賞受賞。ほかに法政大学能楽賞受賞。2011年文化功労者。
その他、東洋音楽学会会長、楽劇学会会長などを務める。表章とともに、戦後の謡曲・能楽研究をリードし、能楽師らとの協力のもとに、能楽をアカデミックな研究の対象として言説上で整理を行うほか、自ら演出も行った。
2012年6月20日、肺炎のために死去。95歳没。

## 新作能
横道は新作能の創作にも筆を染め、以下の3作を発表している。
- 「鷹の泉」（1949年）
- 「山室山」（1953年）
- 「鷹姫」（1967年）

「鷹の泉」は、ウィリアム・バトラー・イェイツが能に影響を受けて創作した「鷹の井戸」を能として脚色したもので、戦前の新作能とは一線を画す演劇的完成度の高い作品と評価された。しかし後に観世寿夫らは従来の能の構造を踏襲した本作への不満を指摘、これに応えて改作を行ったのが横道の代表作とされる「鷹姫」である。観世寿夫、野村万作、観世静夫らによって初演された本作は、新劇のスタッフを加えるなど新作能の枠を超えようとする野心作であり、新作能の中では土岐善麿の作品に並ぶ成功を収めた作品となった。

## 略歴
- 1916年 - 東京府東京市にて誕生。
- 1941年 - 東京帝国大学文学部卒業。
- 1953年 - 東京国立文化財研究所芸能部技官。
- 1976年 - 東京芸術大学音楽学部教授。
- 1984年 - 沖縄県立芸術大学附属研究所教授。
- 2012年 - 東京都世田谷区にて死去。

## 賞歴
- 1964年 - 芸術選奨文部大臣賞。
- 1987年 - 日本演劇学会河竹賞。
- 1998年 - 伝統文化ポーラ賞特別賞。
- 2003年 - 仏教伝道文化賞。
- 2006年 - 田辺尚雄賞。
- 2007年 - エクソンモービル音楽賞。

## 栄典
- 1983年 - 紫綬褒章。
- 2011年 - 文化功労者[3]。

## 著書
- 能と狂言の世界 対談 五人の人間国宝にきく 平凡社 1972
- 能劇逍遥 筑摩書房 1984
- 能劇の研究 岩波書店 1986
- 能劇そぞろ歩き 能楽書林 1996
- 謡リズムの構造と実技 能…地拍子と技法 檜書店 2002
- 体現芸術として見た寺事の構造 岩波書店 2005
- 能にも演出がある 小書演出・新演出など 檜書店 2007

## 編著
- 日本古典文学大系40・41 謡曲集 表章共編 岩波書店 1960-63
- 能と狂言 増田正造共編 大同書院出版 1959
- 黒川能 平凡社 1967
- 観世寿夫著作集 平凡社（全4巻）1980-81 編者代表
- 岩波講座能・狂言 別巻 能楽図説 岩波書店 1992
- 能・狂言 日本古典芸能と現代 小林責共著 岩波セミナーブックス 1996